# 福山哲郎
福山 哲郎（ふくやま てつろう、1962年〈昭和37年〉1月19日 - ）は、日本の政治家。参議院副議長（第34代）、立憲民主党所属の参議院議員（5期）、立憲民主党京都府連合代表、学校法人瓜生山学園理事、学校法人龍谷大学理事。
参議院環境委員長、外務副大臣（鳩山由紀夫内閣）、内閣官房副長官（菅直人内閣・菅直人第1次改造内閣・菅直人第2次改造内閣）、参議院外交防衛委員長、民主党政策調査会長（第14代）、民主党幹事長代理、民進党幹事長代理、旧立憲民主党幹事長（初代）、立憲民主党幹事長（初代）、参議院東日本大震災復興特別委員長を歴任した。

## 来歴

### 生い立ち
東京都出身。高校1年の時に、都内で鉄鋼関係の会社を営んでいた父が事業に失敗し失踪したため、母親と弟の3人で母親の実家のある京都府に移り住む。京都府立嵯峨野高等学校、同志社大学法学部卒業。1986年に大和証券に入社し、1990年退社。同年、松下政経塾に入塾（第11期生）。政経塾在籍中の1991年にスリランカを訪れ、アリヤラトネの主催する社会運動・サルボダヤ運動に参加していた。
1992年、松下政経塾の「地域から日本を変える運動」で、最初に設立された同塾の地域政経塾である京都政経塾の塾頭に就任。その後、東京政経塾塾頭、松下政経塾政策調査室長等を務める。1995年、京都大学大学院法学研究科修士課程修了。

### 政治家として

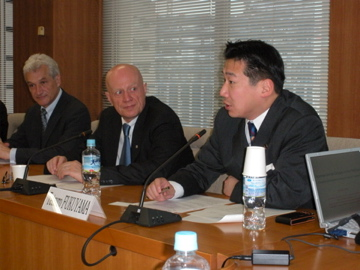
2010年3月、ハインリヒ・ベル財団、ベルリン日独センター、日本国際問題研究所の合同会議にて日本駐箚ドイツ特命全権大使フォルカー・シュタンツェル（左）、ハインリヒ・ベル財団ラルフ・フュックス（中央）と

1996年、第41回衆議院議員総選挙において、当初新党さきがけから立候補を検討していたが、総選挙直前にさきがけ、社会民主党を離党した議員らで結成された旧民主党公認で京都1区から出馬し落選。
1998年、第18回参議院議員通常選挙に京都府選挙区から無所属で出馬し、初当選。この選挙では、京都府選挙区で福山、西山登紀子（日本共産党）が当選し、非自民系候補で2議席を独占した。当選後、民主党に入党し、5回連続当選。2005年、参議院環境委員長に就任。
2009年9月、鳩山由紀夫内閣で外務副大臣に任命される。翌2010年6月、菅直人内閣で内閣官房副長官に就任し、2011年9月の菅直人内閣総辞職まで務める。在任中は東日本大震災発生時の陣頭指揮を執り、菅直人首相が出席する国際会議にもしばしば随行した。官房副長官退任後、参議院外交防衛委員長に就任。
2012年4月、民主党社会的包摂PT会長に就任。同年6月、一般社団法人 京都府身体障害者団体連合会会長に就任。
2012年12月、民主党「次の内閣」でネクスト経済再生・科学技術・宇宙政策・情報通信技術 (IT)・海洋政策担当に就任。
2013年5月、学校法人龍谷大学理事、学校法人瓜生山学園理事に就任。
2017年7月27日、民進党代表の蓮舫が、同月の東京都議会議員選挙の結果を受けて辞任を表明。蓮舫の辞任に伴う代表選挙（9月1日実施）では、自身が所属する凌雲会（前原グループ）会長の前原誠司ではなく、枝野幸男を支持した。

### 立憲民主党
2017年9月28日、民進党は第48回衆議院議員総選挙へ向けて、希望の党への合流を決定。9月29日、希望の党代表の小池百合子は「リベラル派排除」を宣言。記者団に「全員を受け入れるということはさらさらありません」と語る姿、記者会見でにこやかに「排除されない、ということはございませんで、排除いたします」と答える姿が何度もテレビに流れた。
同年9月30日未明、共同通信が「枝野幸男が無所属で出馬する方向で検討に入った。考え方の近い前議員らとの新党結成も視野に入れている」と報道。同日中に民進党の前職、元職計15人の「排除リスト」が出回る。同日夜、枝野、長妻昭、辻元清美、近藤昭一、福山らは都内のホテルの一室に新党設立を前提として集まり、協議した。10月1日の夜、再び枝野、長妻、近藤、福山の4名が集まる。翌2日に枝野が1人で結党の記者会見を行うことが決まり、党名は「民主党」「新民主党」「立憲民主党」の3案から枝野が選ぶこととなった。福山はすぐに知人のデザイナーに3案のロゴ作成を依頼した。
同年10月3日午前、立憲民主党が設立される。10月5日、民進党を離党して立憲民主党に入党すると表明した。その際、同党代表の枝野から直々に指名を受け、初代の党幹事長に就任することが決まった。10月30日に民進党会派を退会し、翌2018年1月17日に参議院の立憲民主党会派を結成し参議院議員団会長に就任した。
2019年8月5日、党参議院議員団会長を辞任する意向を表明した。
2020年9月15日、旧立憲民主党と旧国民民主党は、2つの無所属グループを加えた形で新「立憲民主党」を結成。同党の初代幹事長に就任。
2021年11月1日、第49回衆議院議員総選挙での敗北を受けて党幹事長を辞任する意向を表明した。
2022年7月10日、第26回参議院議員通常選挙で5選。20数年以上現職であるベテランながら、国民民主党の前原誠司から全面支援を受けた日本維新の会の新人楠井祐子に約17,000票差まで猛追されるも競り勝った。
2023年2月8日、在職25年となり、参議院より永年在職議員の表彰を受けた。
2024年9月23日に実施された代表選挙では枝野幸男の推薦人に名を連ねた。9月30日、立憲民主党次の内閣ネクスト安全保障大臣に就任。
2025年8月1日、第27回参議院議員通常選挙を受けて召集された第218回国会において第34代参議院副議長に選出された。これに伴い参議院の「立憲民主・社民・無所属」会派を離脱し「各派に属しない議員」となった。

### 役職
以下は公式プロフィールによる。
- 立憲民主党京都府総支部連合会 会長
- 京都府身体障害者団体連合会 会長
- 元京都芸術大学 客員教授（政治学）
- 学校法人龍谷大学 理事
- 学校法人瓜生山学園 理事
- 京都府バスケットボール協会 会長

## 年譜

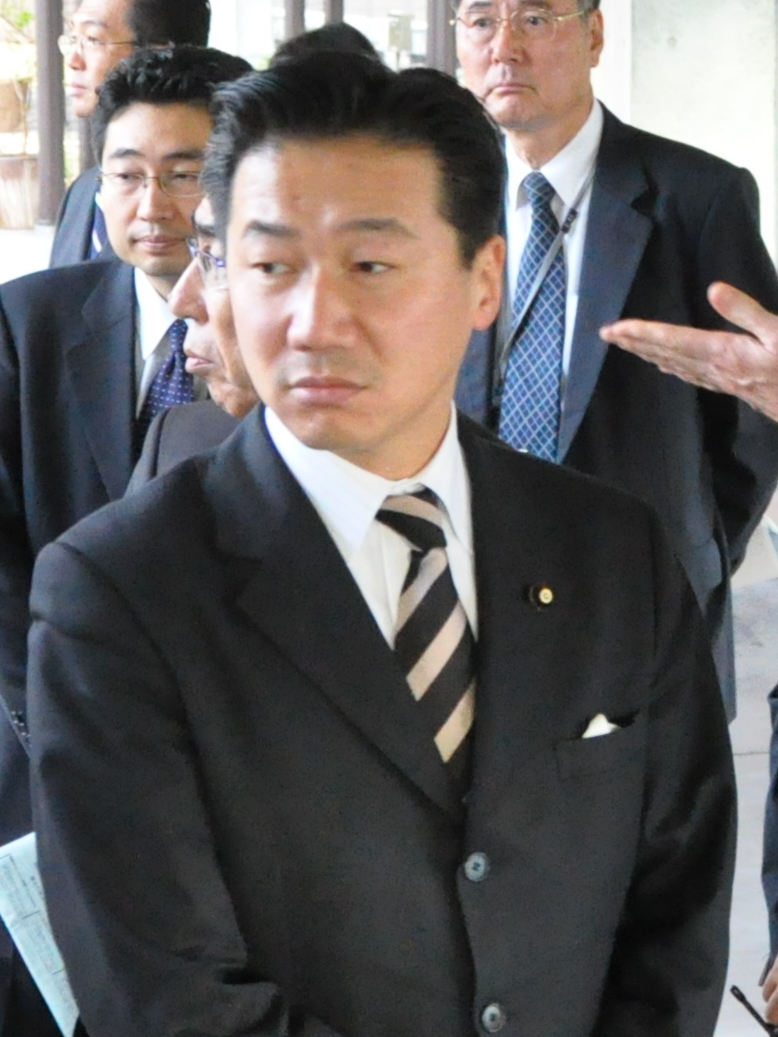
2010年12月13日、内閣官房副長官時に沖縄にて

- 1981年 - 京都府立嵯峨野高等学校卒業
- 1986年
  - 同志社大学法学部卒業
  - 大和證券入社
- 1990年 - 松下政経塾入塾
- 1995年 - 京都大学大学院法学研究科修士課程修了（政治学専攻）
- 1998年 - 第18回参議院議員通常選挙当選（京都府選挙区）
- 2001年 - 京都造形芸術大学客員教授（政治学）
- 2002年
  - 民主党地方組織局長
  - 民主党京都府総支部連合会会長
- 2003年 - マニフェスト準備委員会事務局長
- 2004年 - 第20回参議院議員通常選挙当選（京都府選挙区）
- 2005年
  - 参議院環境委員長
  - 民主党調査局長
  - 民主党憲法調査会第二小委員会座長
  - マニフェスト起草委員会事務局長
- 2007年
  - 民主党・新緑風会政策審議会長
  - 民主党政策調査会会長代理
- 2008年 - 民主党地球温暖化対策本部事務総長
- 2009年 - 外務副大臣（鳩山由紀夫内閣）
- 2010年
  - 内閣官房副長官（菅直人内閣 - 菅直人第1次改造内閣 - 菅直人第2次改造内閣）
  - 第22回参議院議員通常選挙当選（京都府選挙区）
- 2011年 - 参議院外交防衛委員長
- 2014年 - 民主党政策調査会長
- 2015年 - 民主党幹事長代理
- 2016年 - 第24回参議院議員通常選挙当選（京都府選挙区、民進党公認）
- 2017年
  - 参議院東日本大震災復興特別委員長
  - 旧立憲民主党幹事長
- 2020年
  - 立憲民主党幹事長
- 2022年 - 第26回参議院議員通常選挙当選（京都府選挙区、立憲民主党公認）
- 2025年 - 第34代参議院副議長

## 政策・主張

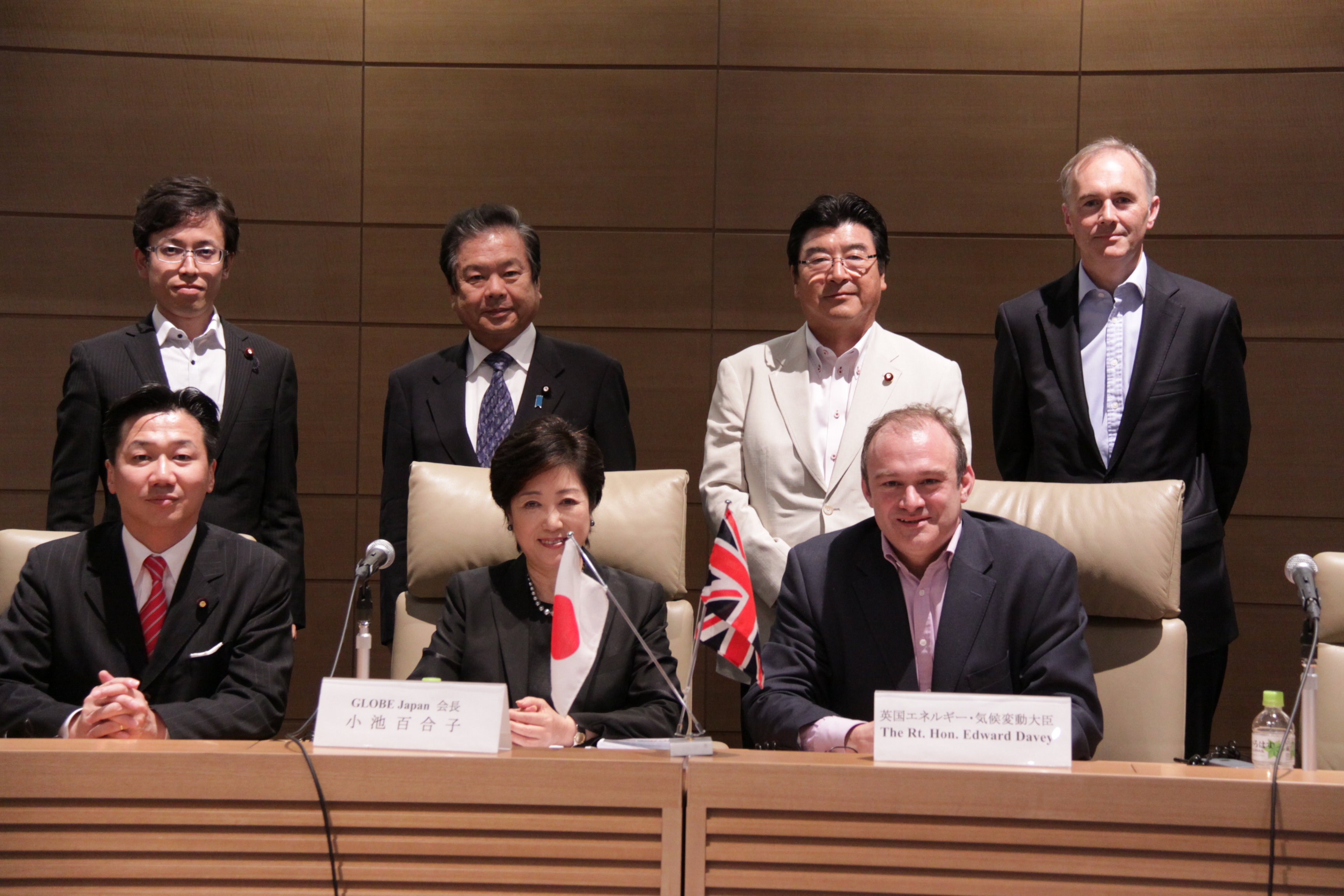
2013年5月、イギリスのエネルギー・気候変動大臣エドワード・デービー（前列右）、日本駐箚特命全権大使ティモシー・ヒッチンズ（後列右）、日本の地球環境国際議員連盟所属議員らと

### 憲法
- 憲法改正について、2016年のアンケートで「どちらかと言えば反対」と回答[29]。2022年の毎日新聞社のアンケートで「反対」と回答[30]。
- 9条改憲について、2016年の毎日新聞社のアンケートで、選択肢以外の回答をした[31]。2022年の毎日新聞社のアンケートで「反対」と回答[30]。
- もともと福山は「創憲」の立場であった。2004年のアンケートでは「国民的議論を高めていくことが第一。小泉内閣が進める、解釈を上塗りしての『憲法の空洞化』は決して許されるものではない。『国民主権』『平和主義』『基本的人権の尊重』の憲法3原則を人類共有の価値として継承しつつ、環境権や人権の問題、情報化社会の中での知る権利とプライバシー保護、地方分権の強化など、時代の要請に応じて新たな課題についての憲法論議を重ねていく中で、『創憲』を視野に入れていきたい。」と回答[32]。2010年のアンケートでは「拙速過ぎず、慎重に改正論議を尽くすべきだ。現行憲法のうたう『主権在民』『基本的人権の尊重』『平和主義」等の理念を生かしつつ、未来志向で建設的な議論を行う。『押しつけ憲法』だから改正すべきだとの意見にはくみしない。憲法は、時代に振り回されない恒久的な価値を示すことが重要な役割であると考えている」と回答[33]。
- 憲法を改正し緊急事態条項を設けることについて、2022年のNHKのアンケートで「反対」と回答[34]。

### 外交・安全保障
- 「他国からの攻撃が予想される場合には先制攻撃もためらうべきではない」との問題提起に対し、2016年のアンケートで「反対」と回答[29]。
- 敵基地攻撃能力を持つことについて、2022年のNHKのアンケートで「反対」と回答[34]。
- 「北朝鮮に対しては対話よりも圧力を優先すべきだ」との問題提起に対し、2016年のアンケートで「どちらかと言えば賛成」と回答[29]。
- 安全保障関連法の成立について、2016年の毎日新聞社のアンケートで「廃止すべき」と回答[31]。
- 普天間基地の移設問題について、2016年の毎日新聞社のアンケートで、選択肢以外の回答をした[31]。普天間基地の辺野古移設について、2022年の毎日新聞社のアンケートで「反対」と回答[30]。
- ロシアは2022年2月24日、ウクライナへの全面的な軍事侵攻を開始した[35]。日本政府が行ったロシアに対する制裁措置についてどう考えるかとの問いに対し、2022年のNHKのアンケートで「さらに強めるべきだ」と回答[34]。同年の毎日新聞社のアンケートで「制裁をより強めるべきだ」と回答[30]。
- 2022年6月7日、政府は経済財政運営の指針「骨太方針」を閣議決定した。NATO加盟国が国防費の目標としている「GDP比2％以上」が例示され、防衛力を5年以内に抜本的に強化する方針が明記された[36]。「防衛費を今後どうしていくべきだと考えるか」との問いに対し、2022年のNHKのアンケートで「ある程度増やすべき」と回答[34]。

### ジェンダー
- 選択的夫婦別姓制度の導入について、2016年のアンケートで「どちらかと言えば賛成」と回答[29]。2022年のNHKのアンケートで「賛成」と回答[34]。
- 同性婚を可能とする法改正について、2016年のアンケートで「どちらかと言えば賛成」と回答[29]。2022年のNHKのアンケートで「賛成」と回答[34]。
- クオータ制の導入について、2016年のアンケートで「どちらかと言えば賛成」と回答[29]。2022年のNHKのアンケートで「賛成」と回答[34]。

### 環境・エネルギー
- 民主党「地球温暖化対策本部」事務総長として「地球温暖化対策基本法案」を国会に提出するなど、環境政策に深く関わる。鳩山由紀夫内閣の成立後は、外務副大臣として鳩山イニシアチブを推進した[要出典]。
- 2009年11月24日、温室効果ガスの25%削減による家計への影響を検討してきた政府のタスクフォース（有識者会議）は、最小3万円、最大76万5千円の負担がかかるとの試算を報告した。これについて福山は、国民にネガティブなイメージを与えるとして非公開とするよう求めた。また、タスクフォース内での意見対立も深刻であったため新しいメンバーによる再試算を迫る小沢鋭仁環境大臣に対し「リシャッフル（再編）した方がいいと思う」と答えた[37]。
- 「原子力発電所は日本に必要だと思うか」との問いに対し、2016年の毎日新聞社のアンケートで「必要ない」と回答[31]。

### 加計学園問題
加計学園の獣医学部新設問題では、佐川宣寿前国税庁長官を証人喚問で質問し、2018年3月27日の会見で「まったく不誠実な答弁で疑惑はますます深まったと言わざるを得ない」と批判した。

### 桜を見る会への批判
産経新聞によると首相主催の桜を見る会の招待者名簿が破棄されていた事について、「安倍政権になってどういう方に招待が行き、総理大臣の『枠』は800人あるのか、という話だ」と批判した。一方で民主党政権下の2010年4月に行われた同会の名簿の管理状況については、「承知していない」「われわれは立憲民主党だ。普通は把握しない」と述べ、立憲民主党は旧民主党と「別物」だとして把握する必要はないとの認識を示した。

### その他
- 永住外国人への地方参政権付与について、2016年のアンケートで「どちらかと言えば賛成」と回答[29]。
- 首相の靖国神社参拝について、2016年のアンケートで「反対」と回答[29]。
- 「治安を守るためにプライバシーや個人の権利が制約されるのは当然だ」との問題提起に対し、2016年のアンケートで「どちらかと言えば反対」と回答[29]。
- 2016年の米国大統領選挙について候補の「ドナルド・トランプとヒラリー・クリントンのどちらを支持するか」との問いに対し、2016年の毎日新聞社のアンケートで「クリントン」と回答[31]。
- 国会議員の被選挙権年齢の引き下げについて、2022年の毎日新聞社のアンケートで「賛成」と回答[30]。
- 1999年、国旗及び国歌に関する法律案の参議院本会議における採決で反対票を投じた[42]。
- 2004年に行われた公開アンケートにおいて、健康増進法を努力規定ではなく義務規定として受動喫煙防止を徹底することに反対している[43]。
- 2008年、戦時性的強制被害者問題解決促進法案を参議院に提出[44]する際、提出者の1人に名前を連ねた。
- 2009年9月22日、国連気候変動首脳会合における鳩山首相の演説文書を作成。この文書の起案から外務官僚を排除し「脱官僚」をアピールした[要出典]。
- 2013年6月、DV防止法改正及びストーカー規制法改正に民主党の法案担当者として関わった[45]。
- 財団法人日本漢字能力検定協会が設立を目指していた資格標準化機構に関する文部科学大臣への陳情の場に同席し、「検定の資質を上げる仕組みが必要だ」と意見を述べた[46]。

## 議員連盟歴
- ホームエンタテイメント議員連盟（副会長）
- 民主党日韓議員交流委員会（幹事）
- 犬猫の殺処分ゼロをめざす動物愛護議員連盟（会長代行）[47]
- アルコール問題議員連盟（事務局長）[48]
- 文化芸術振興議員連盟（副会長）

## 人物・エピソード

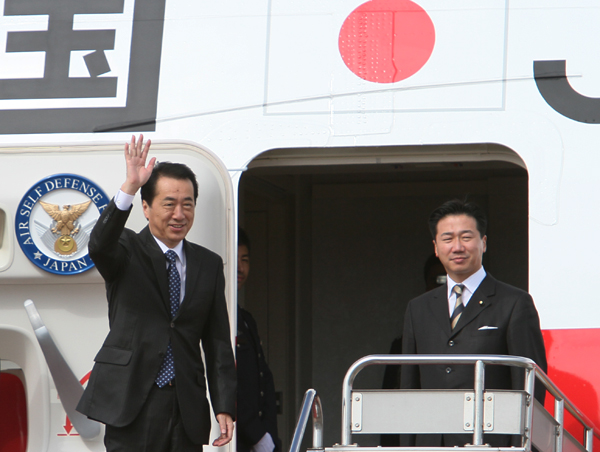
2010年10月、内閣官房副長官時に内閣総理大臣菅直人と

- 枝野幸男の最側近であり、枝野の政治的立場を一貫して支持している[49]。菅内閣では枝野の下で官房副長官、下野後の民主党においては枝野の下で幹事長代理を務め、枝野が立憲民主党を結党した際には「枝野さんの想いに強く共鳴し、馳せ参じました[50]」として参議院議員として初めて立憲民主党に合流した。
- （第48回衆議院議員総選挙にあたり民進党分裂の中心的舞台となった衆議院議員ではなく）参議院議員であるが、立憲民主党の設立には、枝野幸男による結党宣言以前から深くかかわった[51]。福山は枝野に「無所属でやられても枝野さんは勝てると思います。でも、『枝野、立て』の声がネットにあふれ、希望から排除された人が『政党をつくってくれ』と願う状況で、たとえ無所属で当選を果たしても、枝野さんという政治家としては厳しくなるかもしれません[52]」と告げ、結党の決意を促した[53]。
- 菅直人（元内閣総理大臣、立憲民主党最高顧問）について、「枝野さんと私は菅さんに育ててもらった政治家です」と語る[54]。
- 前述の通り出身は東京都で、トキワ松学園小学校の卒業生である[55]。
- DV家庭で育っており、父親は酒を飲むと、性格がひょう変する人物であったという[4]。福山が高校1年の時に父が事業に失敗し失踪したため、以後は京都に移り住み母子家庭となったが生活は苦しく、スーパーのパック詰めや新聞配達、ゴルフ場のキャディーなどアルバイトで学費を工面し、家計を助けながら高校に再入学している[4][56]。当初大学進学も諦めていたが、北野天満宮の奨学金制度に合格し、同志社大学入学を果たした[4]。
- 地球環境問題、気候変動問題への対策をライフワークとしている。「政治家には最低限、社会のため人のためになにが出来るかを考え、そのために突き進む素質が求められる」とし、「自分が何のために政治家をやって、何を実現するか」という問題は、福山自身にとっては環境問題であると語っている。鳩山イニシアチブとして有名となった、CO2の25%削減目標を含む鳩山由紀夫首相（当時）の国連演説の原稿は、福山が書いたものである[57]。
- 2010年6月民主党代表選挙における菅直人の推薦人の一人。
- 2019年1月31日の参議院本会議上で前年12月25日に死去した鴻池祥肇[注釈 2]の哀悼演説を行い、京都の小料理屋で互いに酒を酌み交わしたエピソードなどを明かし、鴻池への思いを次のように語った[58]。先生は、自らの死期を悟られていたのでしょう。私に一本のお酒を下さいました。先生の大好きだった「義侠」という日本酒です。先生、このお酒を一体誰と飲めというのでしょうか。先生と御一緒に飲む「義侠」だからこそ、味わいが深くなるのではないでしょうか。とても寂しい。  — 『議員鴻池祥肇君逝去につき哀悼の件』福山哲郎[58]

### 交遊関係
- 朝田善之助の息子の朝田善三と親しく、ホテルオークラ京都で行われた「朝田善之助記念館完成記念の集い」では来賓として挨拶を行い、「朝田善三さんには大変かわいがっていただきました。『福ちゃん、頑張れ、頑張れ』とご支援いただいておりました」と発言していた[59]。
- 本間正人(京都芸術大学教授)とは、30年来の付き合いがあり、第21回参議院議員通常選挙では「本当の本物の政治家、僕が一番信頼しているのが福山さん」「人類史上最も危険で大変な事態を乗り越えたのが、枝野幸男さんと福山哲郎さん」と応援を受けた[60]。

### 年金未納
- 2004年の民主党のメールマガジンによると、年金未納問題の際に国民年金が3年9ヶ月間未納だったという[61]。

## 裁判
- 2010年3月12日、文藝春秋2月号の「CO2 25%削減 『友愛』外交の敗北」と題された記事と、その後福山がライターの横田由美子に圧力をかけたとするブログ「ペコちゃんジャーナル」[62]により名誉を傷つけられたとして、1650万円の損害賠償と謝罪広告を求めて、文藝春秋と横田を東京地裁に提訴した。横田と文藝春秋は法廷で「民主主義への挑戦」、「言論封殺」であると反論している。福山は、この記事について「環境部門で強硬な意見を持つものの影響を受けて、国民に対する配慮をせず、政府を取り仕切っているという印象を与えるが、虚偽だ」と主張をしている[63]。2011年10月12日、福山が圧力をかけた事実はなくブログの記載が名誉毀損に当たるとして、横田に33万円の賠償とブログの該当部分の削除を命じる一審判決が下った[62][64]。一方、「月刊文藝春秋」「WiLL」「週刊朝日」などの記事については朝日新聞が違法性がないと明記し、毎日新聞は記事の大部分について「政治家が批判を受けるのは当然」とされたと報じている[64]。2012年7月3日、東京高裁にて、福山が謝罪広告を含めたすべての損害賠償要求を放棄する代わりに、ブログの該当部分を削除する形で和解した。

## 政治資金
- 2009年の漢検協会事件で理事長の親族やファミリー企業から670万円を受け取っていたことが赤旗の取材により発覚[65]、これは献金を受け取っていた京都府選出の国会議員５人の中で最も額が多かった[66]。赤旗は福山事務所に対して「献金の原資は、受検料ともいえますが、返還などの考えは」と問い合わせを行ったが、回答はなかった[65]。その後、福山を含む民主党議員3名[67]は返還を表明したが、受領した献金の総額や返還額について一切明らかにしなかった[68]。
- 2010年に開催した講演会で、約196万円の収支の差額があった。これについて事務局は「飲食を一切提供していない時局講演会で、寄付行為はない。公選法上も全く問題ない」としている[69]。
- 福山の資金管理団体が2014年2月6日に六本木のガールズバーでの飲食代金21,000円を「会合費」の名目で政治活動費に含めていることが報じられた[70]。福山の事務所は「マスコミ関係者数名との懇談で使用した。待ち合わせ場所として先方より指定があり、そこに出向き、当方で支払った」、「内容は当時の政治状況についての意見交換であり、会合費としての支出は適切であると考える」と説明した[70]。これに対し、憲法学者の上脇博之は「実質は政治活動でないのは明らか。不適切であることは間違いない」としている[70]。
- 福山が代表を務める政党支部などが2010年、2011年に、手ぬぐい代として7件計26万3665円を京都市内の業者に支出していた。福山事務所は「海外要人からの土産の返礼や海外訪問時の土産として使用した。」と説明した[71]。
- 政治資金規正法上、政党や政党支部でない政治団体は企業・団体から会費を受け取る事ができないにもかかわらず、2010年から2016年に渡って複数の企業や団体から「後援会年会費」や「後援会費」として延べ63件、計63万円の入金を受けていたことが2019年7月に判明した。福山の事務所は一部は後援会費であると認めた[72]。

## 言動

### ヘリ強奪は大した犯罪ではない
2017年1月30日の参議院予算委員会で質疑に立ち、共謀罪の構成要件を改めてテロ等準備罪を新設する組織犯罪処罰法改正案を巡って、「（前略）……私が冒頭説明したテロ条約に関連する航空機の強取というものに対して、これは予備罪があるといって、もう私は正直言って共謀は要らないと思っていますが、その判例しかありません。これ、実は、当時政治犯だった三十一歳の若者がヘリを、まあ乗って、ヘリを奪って、ある労働組合の大きい集会の上からチラシをまこうという犯罪です。ある意味でいうと、大した犯罪じゃありません。この判例には……（後略）」と発言した。

### 加戸守行の発言に対する反応
2018年5月23日、加戸守行前愛媛県知事が自民党のインターネット番組『カフェスタ』に出演し、民主党政権時代に福山や玉木雄一郎（国民民主党代表）などが、獣医学部新設に反対している日本獣医師会から100万円の政治献金を受けた後、獣医学部新設の動きにブレーキがかかったと述べた。福山は5月24日の記者会見で、民主党時代の2010年に献金を受けたことは認めつつも、以降は一切受け取っていないとし、日本獣医師会の政治団体である日本獣医師連盟から陳情を受けたことも無いとして、加戸への法的措置を検討していると述べた。また、加戸を出演させた自民党に対しても抗議の意思を示した。
日本大学法学部教授の岩井奉信は「売り言葉に買い言葉の状態だが、そもそも政治家が法的措置をとるという言葉を軽々に言うものではない」と批判した。産経新聞政治部記者の今仲信博は、「森友学園や加計学園の問題で何度も自身の関与を否定している安倍首相に「説明責任」を求めるならば、政治献金をもらった事実がある玉木、福山両氏は法廷の場に持ち込む前に、発言ができる場を持つ政治家として何度でも自らの潔白を示すのが筋ではないだろうか」と述べた。

### 尾身茂に対する言動
- 2020年5月11日の参議院予算委員会の集中審議で質疑に立ち、新型コロナウイルスの感染者数について、政府の新型コロナウイルス感染症対策専門家会議の尾身茂副座長に質問した。福山は、尾身が説明している途中で「私が言っていることについて答えてください」「短くしてください」などと立て続けにヤジを飛ばし、尾身が説明を終えた後に「全く答えていただけませんでした。残念です」と述べた。この言動に対し、医療従事者などから専門家への敬意がないなどの批判の声が上がり、Twitterでは「#福山哲郎議員に抗議します」というハッシュタグが一時トレンド1位を記録した[79][80]。福山は、翌12日の記者会見で京都新聞の記者からの、政治家ではない尾身への態度をどう思うかとの質問に、「予算委は時間の制約がある。私の質問にストレートに答えていただけなかったので」などと説明した。詰問口調の印象があった点に問題なかったかとの質問には「そうとらえる方がいたら申し訳なく思うが、私の中では限られた時間の中で尾身先生に対する敬意も持ちながら質疑させていただいた」と述べた[81][82]。13日には、自らのインターネット番組で「不快な思いをさせた方々がいらっしゃるということで、今後は丁寧な質疑をしたいと思うし、私の本意ではなかったのでお詫びを申し上げたい」と謝罪した[83][84][85]。

### 特定のメディアに対する政党の資金提供問題
- 2022年1月、「公共メディア」を標榜し、クラウドファンディングなど市民からの資金提供で運営していたとしていたインターネットメディア「Choose Life Project」に、立憲民主党が2020年に約1500万円を提供していたことが発覚した問題で[86]、福山は党の資金提供も認め[87]、立憲民主党は福山個人による判断だったと説明し[88][89]、泉健太党代表は、福山の判断について新執行部としては望ましくなかったと認識しているとし、説明すべき事は福山から説明すべきとしている[90]。

## 家族・親族
- 妻、長男[3]。
- 福山俊朗（弟、俳優）

## 著作
- 『21世紀・日本の繁栄譜』、共著（松下政経塾出身国会議員の会）、PHP研究所、1999年。
- 『民主主義が一度もなかった国・日本』、宮台真司共著、幻冬舎 2009年。
- 『原発危機 官邸からの証言』、ちくま新書、2012年。
- 『2015年安保 国会の内と外で――民主主義をやり直す』、奥田愛基、倉持麟太郎共著、岩波書店、2015年。
- 『私の「貧乏物語」――これからの希望をみつけるために』、共著論集・岩波書店編集部編、岩波書店、2016年。
- 『民進党蘇生計画』、玄葉光一郎、玉木雄一郎、山尾志桜里、田原総一朗、野田佳彦、井手英策、熊谷晋一郎共著、中央公論新社、2017年。

## 出演

### 映画
- 劇場版 センキョナンデス（2023年2月18日、監督：ダースレイダー、プチ鹿島）

## 選挙歴
| 当落 | 選挙                     | 執行日         | 年齢 | 選挙区       | 政党       | 得票数     | 得票率 | 定数 | 得票順位 /候補者数 | 政党内比例順位 /政党当選者数 |
| ---- | ------------------------ | -------------- | ---- | ------------ | ---------- | ---------- | ------ | ---- | ------------------ | ---------------------------- |
| 落   | 第41回衆議院議員総選挙   | 1996年10月20日 | 34   | 京都府第1区  | 旧民主党   | 2万9275票  | 14.51% | 1    | 4/5                | 12/5                         |
| 当   | 第18回参議院議員通常選挙 | 1998年07月12日 | 36   | 京都府選挙区 | 無所属     | 39万6192票 | 35.48% | 2    | 1/4                | /                            |
| 当   | 第20回参議院議員通常選挙 | 2004年07月11日 | 42   | 京都府選挙区 | 民主党     | 48万4297票 | 43.77% | 2    | 1/3                | /                            |
| 当   | 第22回参議院議員通常選挙 | 2010年07月11日 | 48   | 京都府選挙区 | 民主党     | 37万4550票 | 34.31% | 2    | 1/6                | /                            |
| 当   | 第24回参議院議員通常選挙 | 2016年07月10日 | 54   | 京都府選挙区 | 民進党     | 38万9707票 | 36.88% | 2    | 2/4                | /                            |
| 当   | 第26回参議院議員通常選挙 | 2022年07月10日 | 60   | 京都府選挙区 | 立憲民主党 | 29万3071票 | 26.46% | 2    | 2/9                | /                            |